# Ćiril Iveković
Ćiril Iveković (1. listopadu 1864, Klanjec, Habsburská monarchie – 15. května 1933, Záhřeb, Království Jugoslávie) byl chorvatský architekt, který projektoval řadu staveb v Bosně a Hercegovině během rakousko-uherské nadvlády nad touto zemí.
Architekturu vystudoval v letech 1885 až 1889 ve Vídni. Od roku 1890 působil ve službách bosenské zemské vlády. Navrhl budovu radnice ve městě Brčko na severovýchodě země v pseudomaurském stylu. Podílel se i na projektu radnice (dnes knihovny) v Sarajevu, ikonické stavby metropole Bosny a Hercegoviny. Navrhl rovněž Elši Ibrahim-pašovu medresu, která vznikla v témže slohu v Mostaru.
Po nějakou dobu žil v Dalmácii. V roce 1920 se přestěhoval do Záhřebu, kde nějakou dobu pracoval jako profesor na Vyšší technické škole. V roce 1922 se stal členem JAZU. Zemřel v roce 1932.